# FC Tranzit
Der Futbola Klubs Tranzits Ventspils war ein lettischer Fußballverein aus der Stadt Ventspils. Er wurde im Jahr 2006 gegründet und stieg in der Saison 2007/08 in die Virslīga auf. In der Saison 2009/10 stieg man allerdings wieder ab. Aktuell spielt der Verein nicht mehr im lettischen Profifußball.

## Stadion
- 2. pamatskolas Stadions, Ventspils, ca. 500 Plätze